# 익산부송중학교
익산부송중학교(益山富松中學校)는 대한민국 전북특별자치도 익산시 부송동에 있는 공립 중학교이다.

## 학교 연혁
- 2001년 11월 5일 : 익산부송중학교 설립 인가 (36학급)
- 2006년 3월 1일 : 개교 (1학년 12학급)
- 2021년 3월 1일 : 제7대 이혜은 교장 부임
- 2024년 1월 11일 : 제16회 졸업식(227명) 졸업생수 총계 4,507명
- 2024년 3월 4일 : 입학식(218명) (1학년 8학급)

## 참고 자료
- 익산부송중학교 - 한국교육학술정보원 학교알리미